# Fábrica Suiza de Locomotoras y Máquinas

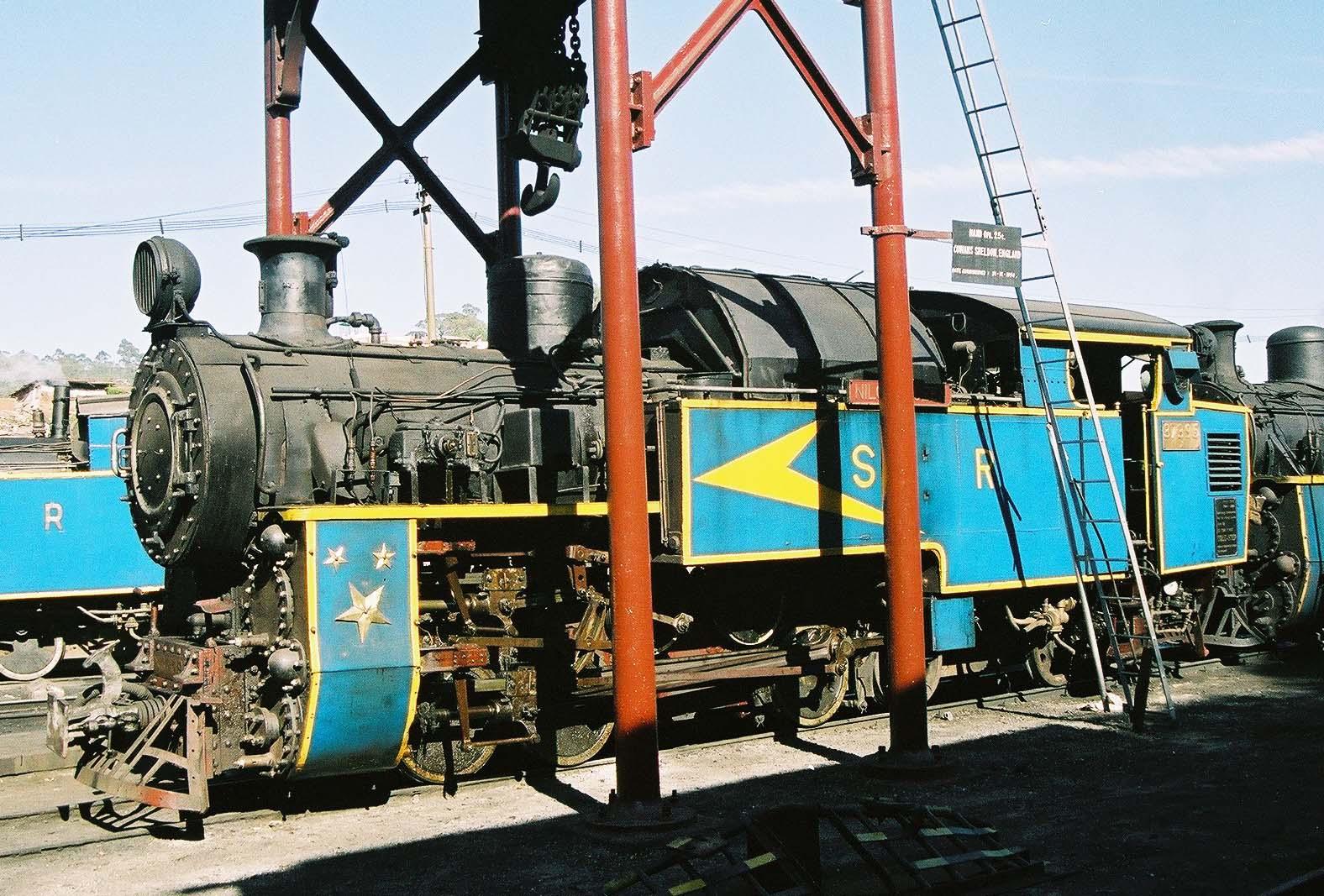
Una locomotora de SLM en la India.

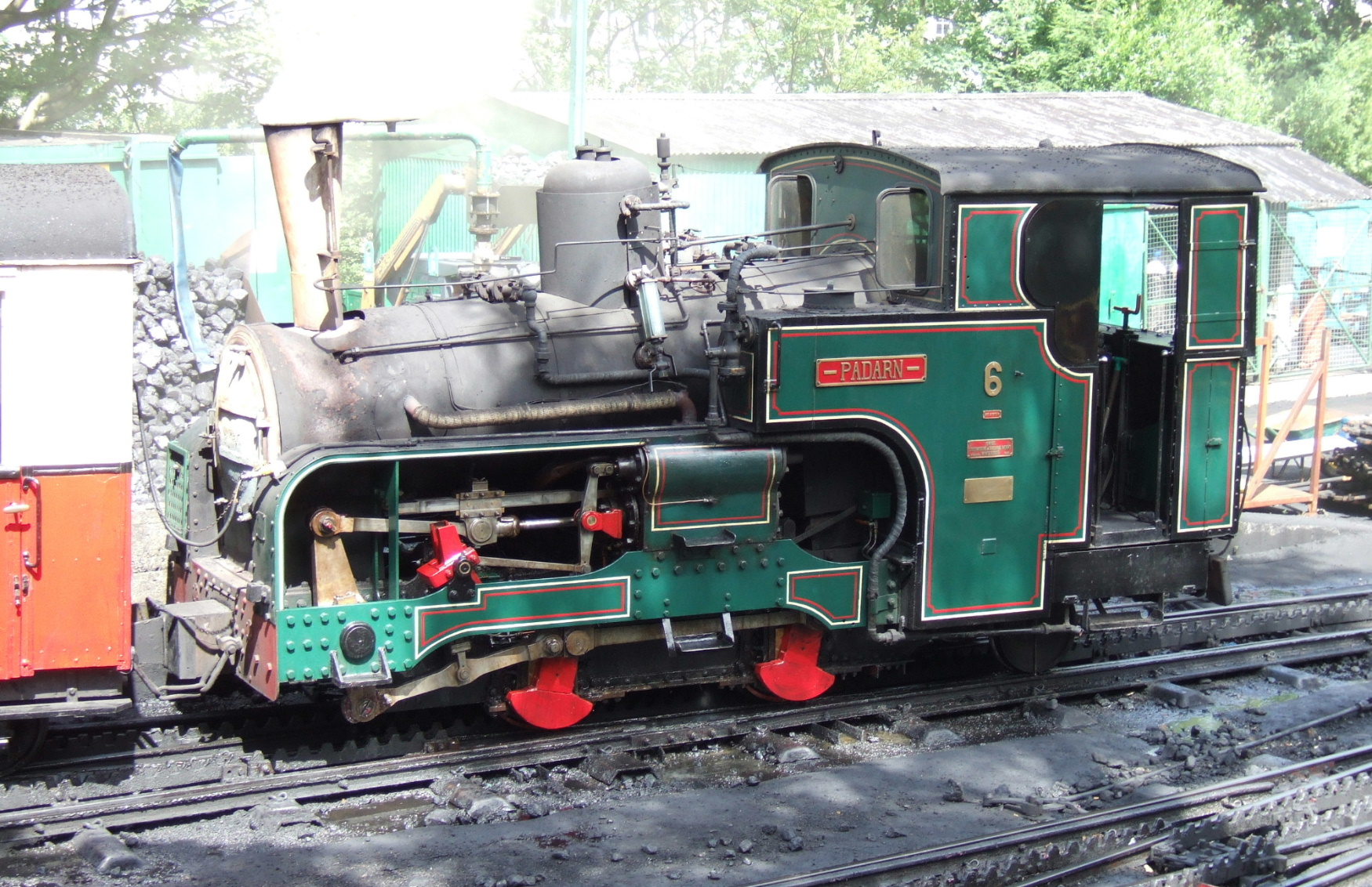
SLM 0-4-2T 2838 del año 1922.

La Fábrica Suiza de Locomotoras y Máquinas (en alemán, Schweizerische Lokomotiv- und Maschinenfabrik), también abreviada como "SLM", era un fabricante suizo de locomotoras con sede en Winterthur. Era muy conocido por fabricar material ferroviario para líneas de montaña.
La empresa fue fundada en 1871 en Winterthur por Charles Brown. El primer éxito de la empresa fue con vehículos ferroviarios, y después se expandieron a la producción de tranvías. Para 1890, SLM era la fábrica de material ferroviario más grande de Suiza. Luego, junto con otros constructores como Brown, Boveri & Cie., Maschinenfabrik Oerlikon y la Société Anonyme des Ateliers de Sécheron iniciaron trabajos para la construcción conjunta del primer tren eléctrico de Suiza. A través de este trabajo conjunto se logró la fabricación de locomotoras que obtuvieron bastante fama, como los modelos Ae 3/6 I, Ae 4/7, Re 4/4 I, Ae 4/4, Ae 6/6, Re 4/4 II, BLS Re 4/4, Re 6/6, Re 450, Re 460 y el Re 465. Gracias a esto, algunas de estas locomotoras fueron vendidas a países como Noruega, Finlandia y Hong Kong.
La construcción de locomotoras necesitaba partes adicionales como motores, tracciones y bombas. Mediante una fusión con la empresa Sulzer en 1961, estas operaciones se incluyeron dentro de la misma SLM.
En 1998, SLM fue renombrada a Sulzer-Winpro y reorganizó su plantilla de empleados, despidiendo durante este proceso a 350 trabajadores. Posteriormente, la fabricación de tranvías fue vendida a la empresa Stadler Rail y la ingeniería de Adtranz a Bombardier Transportation. Luego de que la gerencia decidiera vender por completo la empresa, se fundó la entidad Winpro AG, cuyas áreas de operación eran sistemas y máquinas de automóviles y vehículos ferroviarios. El 7 de septiembre de 2005, Winpro AG fue fusionada completamente con Stadler Rail. A mediados del año 2000, la división de locomotoras de vapor fue separada por completo de la empresa, formando una nueva entidad independiente llamada Damplokomotiv- und Maschinenfabrik (DLM).

## Archivo histórico de SLM
A principios de 2004, en un trabajo conjunto de Sulzer, Bombardier Transportation y el Museo Suizo de Transporte, la Fundación del Patrimonio Histórico de SBB tomó custodia del archivo de planos de la SLM. El edificio de la dirección, con un espacio de 300 m², ubicado en Winterthur, posee más de 100.000 planos, además de la colección de fotografías de SLM, prospectos de fabricación, entre otros documentos.